# Антон Пярн
Антон Пярн (на естонски: Anton Pärn) е естонски археолог, природозащитник и уредник в музей. Членува в Естонското културно наследство (от 1987 г.), Естонското археологическо дружество (от 1992 г.), Естонския национален комитет (от 1994 г.), Европейската асоциация на археолозите (от 1995 г.) и Германското дружество за средновековна и съвременна археология (от 2006 г.).

## Биография
Антон Пярн е роден на 3 май 1960 г. в град Хаапсалу, Естонска ССР (днес Естония), СССР. През 1978 г. завършва 20-о средно училище в Талин, а през 1986 г. завършва специалност „Археология“ в Историческия факултет на Тартуския университет, през 2002 г. получава магистърска степен. През 2002 – 2007 г. е докторант в Тартуския университет.
През 2018 г. е избран в състава на музейния съвет, действащ при Министерството на културата на Естония.